# 小行星2243
小行星2243（2243 Lonnrot）是一颗围绕太阳公转的小行星。1941年9月25日，爾約·維薩拉在图尔库发现了此天体。
該小行星以芬蘭語言學家埃利亞斯·倫羅特命名。
这颗小行星的绝对星等为303.58432等。